# Perényi Gábor (főkamarás)
Perényi Gábor (? - Mohács, 1526. augusztus 29.) a Perényi család bárói ágából származó XVI századi főúr, Ugocsa vármegye főispánja. 1505-től királyi kamarásmester, a mohácsi csata egyik áldozata.

## Élete
1495-ben a király különös védelme alá veszi és megtiltja a főuraknak és főpapoknak, hogy bármi módon zaklatni, vitás kérdésekben pedig egyenesen a királyhoz forduljanak. Az 1498. évi országgyűlésen döntést hoztak, hogy egy személy csak kivételes esetekben viselhet egyszerre két tisztséget, mivel azonban Drágffy Bertalan ebben az időben egyszerre volt erdélyi vajda és ugocsai főispán, Ulászló elvette tőle az ugocsai főispánságot és Perényi Gábornak adományozta. 1511-ben jelentős pénzösszeggel támogatta Ulászlót az Opolei hercegség megtartására irányuló terveiben, a pénzért cserébe Huszt várát kapta, illetve a máramarosi sókamarákat, melyeknek ispánja lett (máramarosi sókamara ispán). Később, 1516-ban Ulászló fia, Lajos király anyagi gondjai miatt a szerződést módosítják és Perényi a fennálló tartozás egy részét elengedi. 1519-re a felvett hitel törlesztésre kerül, mert ekkor már Pogány Zsigmondot említik máramarosi sókamaraispánként, bár egy későbbi oklevél szerint rövid ideig mindketten sóispánok voltak 1511 szeptemberében említik először máramarosi ispánként Az 1514-es parasztlázadás Perényi birtokait is sújtotta; 1516-ban az elpusztított nagyszőlősi házai valamint Nyalábvár helyreállítására kölcsönt kellett felvennie. Halála előtt pár hónappal még egy milánói építésszel kötött megállapodást egy budai ház felépítésére. A mohácsi csatában vesztette életét.

## Családja
Első felesége, akit 1499-ben említenek, Báthory Orsolya volt (András leánya, András, György és István testvére). Orsolya, apjának második feleségétől, Várdai Dorottyától született. Borbála (Magdolna) nevű féltestvére Perényi Imre felesége lett.
Második felesége Frangepan Katalin volt, tőle született János nevű fia. Gábor halála után özvegye és fia, a Nyalábvárban élt. Itt fordította magyarra Komjáthy Benedek, Perényi János nevelője, szent Pál apostol leveleit.
- Egy 1511-ben kelt oklevélben említik Margit nevű leányát[11]
- Perényi János, 1527-ben apját követte Ugocsa és Máramaros vármegye főispáni tisztségében. 1552-ben özvegye kormányozta Ugocsa vármegyét. Feleségétől született fiai: Péter, Gábor, János, István.